# 메시아 (헨델)
《메시아》(Messiah, HWV 56)는 게오르크 프리드리히 헨델이 1741년에 영어로 작곡한 오라토리오이다. 가사는 찰스 제넨스(Charles Jennens)가 킹 제임스 성경과 성공회 기도서의 시편집에서 발췌하여 구성하였다. 1742년 4월 13일 더블린에서 초연되었으며, 이듬해 런던에서 첫 공연을 가졌다. 처음에는 대중의 반응이 미미했으나, 이후 점차 인기를 얻어 클래식 음악에서 가장 널리 알려지고 자주 연주되는 합창 작품 중 하나가 되었다.
헨델은 1712년부터 영국에서 머무르며 이탈리아 오페라곡을 작곡하여 명성을 얻었다. 1730년대에는 대중의 취향 변화에 대응하여 영어 오라토리오로 방향을 전환했는데, 메시아는 헨델의 여섯 번째 영어 오라토리오이다. 작품의 구조는 오페라와 유사하지만, 드라마틱한 형식을 갖추지는 않았다. 등장인물의 대사나 직접적인 대화도 없다. 그 대신 제넨스는 메시아로서의 예수에 집중하여 작사하였다.
제1부는 성탄과 대림에 대한 이야기로, 이사야와 다른 예언자들의 예언으로 시작하여 루가의 복음서 2장의 내용인 목자들이 예수의 탄생 소식을 듣는 장면으로 끝난다. 제2부는 예수의 수난에 초점을 맞추며, 부활과 승천과 복음을 모두 다루는데 유명한 합창곡인 〈할렐루야〉로 끝난다. 제3부는 죽은 자들의 부활에 대한 사도 바울로의 가르침과, 하늘에서 예수의 영광을 다룬다.
헨델은 메시아를 비교적 소규모의 성악과 악기 편성으로 작곡했으며, 여러 개별 곡에 대해 대체 가능한 악기 세팅도 준비했다. 헨델 사후에는 거대한 오케스트라와 합창단을 사용하는 대규모 공연으로 각색되었고, 모차르트의 《Der Messias》와 같이 관현악이 수정되고 확장된 경우도 있다. 20세기 후반과 21세기 초반에는 헨델의 원작 의도에 충실한 공연이 증가했지만, 여전히 대편성 공연도 이루어지고 있다. 1928년에는 78rpm 디스크로 거의 완전한 버전이 출시되었으며, 이후로도 여러 차례 녹음되었다.

## 배경
이 곡을 작곡한 게오르크 프리드리히 헨델은 1685년 브란덴부르크-프로이센 할레에서 태어났으며, 1712년에 런던에 정착했다. 1727년에는 영국 시민권을 취득하였다. 1741년까지 헨델은 조지 2세 왕의 궁정에서 연금을 받고, 왕실 예배당의 작곡가직으로 고용되었으며 살아 있는 인물로는 이례적으로 복스홀 가든(Vauxhall Gardens)에 대리석상이 세워지는 등 영국 음악계에서 위상을 명확히 드러내며 여러 영예를 누렸다. 헨델은 광범위하고 다양한 음악 작품을 남겼는데, 특히 이탈리아 오페라를 많이 남겼다. 1711년에는 《리날도》를 통해 이탈리아 오페라를 런던에 소개했으며, 이후 런던의 극장에서 40편 이상의 이탈리아 오페라를 작곡하고 공연했다.

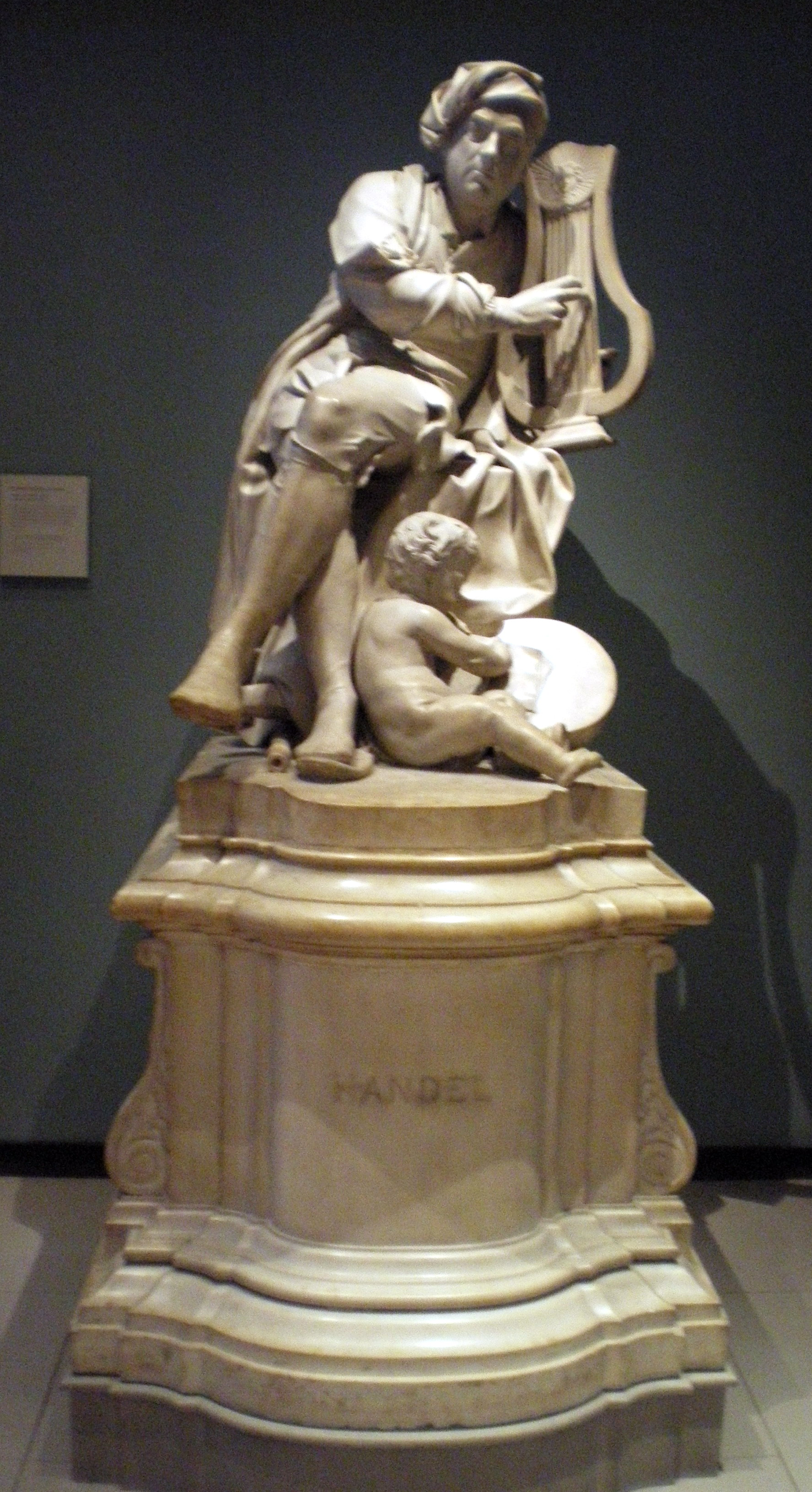
런던 복스홀 가든에 헨델을 기리기 위해 세워졌던 대리석상, 빅토리아 앨버트 박물관 소장.

그러나 1730년대 초가 되자 영국에서 이탈리아 오페라의 인기는 점차 사그라들기 시작했다. 1728년 초연된 존 게이(John Gay)와 요한 크리스토프 페푸시(Johann Christoph Pepusch)의 《거지 오페라》가 인기를 끌며, 이탈리아 오페라의 위선을 조롱하는 영어 발라드 오페라가 인기를 얻기 시작했다. 이로 인해 극장 수익이 감소하자, 헨델의 오페라 제작은 점점 귀족들의 사적 후원에 의존하게 되었다. 그러나 1730년에 경쟁사 귀족 오페라단(Opéra of the Nobility)의 등장으로 개인적인 후원자들을 확보하는 것이 더욱 어려워졌다. 헨델은 이를 극복하기 위해 자신의 재산을 상당히 사용해야 했다.
헨델이 이탈리아 오페라에 대한 열정을 버린 것은 아니지만, 대신 영어 오라토리오도 작곡하기 시작했다. 1707–08년 로마에서 교황령에 의해 오페라 공연이 일시적으로 금지된 시기에 두 개의 이탈리아어 오라토리오를 작곡한 경험이 있었던 그는, 이미 1718년경 한 개인 후원을 위해 첫 번째 영어 오라토리오인 《에스더》를 선보인 적이 있었다. 1732년 헨델은 헤이마켓에 있는 왕립극장에서 곡을 대폭 수정한 《에스더》를 선보였으며, 5월 6일 초연에는 왕가가 참석한 아래 성대한 공연이 이루어졌다. 이 성공은 헨델이 《데보라》와 《아탈리아》라는 두 편의 오라토리오를 추가로 작곡하는 계기가 되었다. 이 세 작품은 1733년 중반 옥스퍼드의 셸도니언 극장에서 공연되었는데, 호응이 좋아서 당시 학생들이 5실링짜리 티켓을 구입하기 위해 가구를 팔았다는 이야기도 전해진다.
1735년, 헨델은 찰스 제넨스로부터 새로운 오라토리오 《사울》의 대본을 받았다. 제넨스는 음악과 문학에 관심이 많은 부유한 지주였다. 헨델은 여전히 오페라 작업에 주력하고 있었기 때문에 《사울》은 그로부터 3년이 지난 1738년에 1738–39년 시즌 초연을 목표로 작곡되었다. 1739년 1월, 왕립극장에서 초연된 《사울》은 호평을 받았다. 이후 헨델은 오라토리오 《이집트의 이스라엘》을 지었다. 이 작품의 작사가는 알려지지 않았으나 제넨스일 것으로 추정된다.

헨델은 이후에도 오페라를 작곡했으나, 1740년대가 다가오면서 영어 작품에 대한 추세는 거스를 수 없게 되었다. 1741년 1월과 2월, 그의 마지막 이탈리아 오페라 《데이다미아》가 세 차례 공연된 후, 헨델은 이탈리아 오페라 쓰는 것을 그만두었다. 1741년 7월, 제넨스는 헨델에게 새로운 오라토리오 대본을 보냈다. 제넨스는 친구 에드워드 홀즈워스에게 7월 10일 자 편지에서 다음과 같이 썼다.
“헨델이 그의 모든 천재성과 기술을 이 대본에 쏟아부어 이 작품이 그의 이전 모든 작품을 능가하기를 바랍니다. 그 이유는 이 주제가 모든 다른 주제를 능가하기 때문입니다. 그 주제는 바로 메시아(Messiah)입니다”.

## 시놉시스
기독교 신학에서 메시아란 인류의 구원자이다. 이는 본래 히브리어로 '기름부음 받은 자'를 의미하며, 신약성경이 작성된 코이네 그리스어로는 '그리스도'와 같은 의미이다. 예수에게 붙여진 칭호로 그를 따르는 사람들에게는 '예수 그리스도'로 알려져있으며, 여기서 '기독교'라는 이름이 유래했다.
헨델의 《메시아》는 예언자들을 통해 전해진 야훼의 약속으로 시작하여, 그리스도의 하늘에서의 영광으로 끝난다. 헨델의 오라토리오 《메시아》는 "예수 그리스도의 탄생, 수난, 부활, 승천에 대한 주석"으로 설명되기도 한다.
대부분의 헨델 오라토리오와는 달리, 《메시아》에서는 등장인물이 극적인 역할을 맡지 않으며, 단일한 내레이터도 등장하지 않고, 대화 역시 거의 등장하지 않는다. 제넨스의 대본은 예수의 삶과 가르침을 극화하는 것이 아니라, "경건의 신비(Mystery of Godliness)"를 찬미하려는 의도로 작성되었다. 이 대본은 킹 제임스 성경과 1662년판 성공회 기도서에 포함된 시편에서 발췌한 내용을 조합하여 만들어졌다.
이 작품은 헨델의 3막 오페라 구조를 닮은 3부 구성으로 이루어져 있다. 제넨스는 각 부를 다시 장면으로 세분화하였고, 각 장면은 레치타티보, 아리아, 합창으로 구성된 개별 악장 및 곡의 모음으로 이루어져 있다. 합창곡 가운데 기악곡이 두 편 포함되어 있는데, 첫 번째는 프랑스식 서곡 스타일로 쓰인 서곡 〈신포니아〉이며, 두 번째는 제1부 중간에 위치한 〈목가적 교향곡〉(Pifa)으로, 흔히 목가 교향곡이라고 불린다.
제1부에서는 메시아의 도래와 동정녀 탄생이 구약의 예언자들에 의해 예언된다. 루가의 복음서의 내용을 바탕으로 목자들이 예수의 탄생 소식을 듣는 장면을 넣어 그리스도의 탄생을 알린다.
제2부는 그리스도의 수난과 죽음, 부활과 승천, 그리고 복음이 세상에 처음 전파되는 과정을 다룬다. 이 부분은 하나님의 영광을 요약하는 〈할렐루야〉 합창으로 절정을 이룬다.
제3부는 구속의 약속으로 시작하여 최후의 심판과 보편적 부활을 예언하며, 죄와 죽음에 대한 최종적인 승리와 그리스도에 대한 찬미로 끝맺는다.
음악학자 도널드 버로우스(Donald Burrows)는 작품의 텍스트는 성경 이야기에 익숙하지 않은 사람들에게는 너무 암시적이어서 이해하기 어려울 수 있다고 보았다. 이러한 청중을 배려하여 실제로 제넨스는 자신이 성경을 인용한 방식을 설명하는 소책자를 인쇄하여 배포했다.

## 제작 과정

### 리브레토

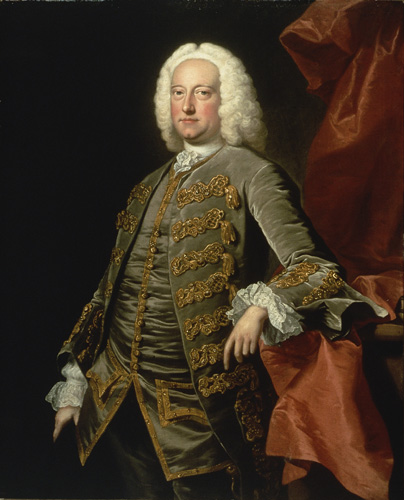
1740년경 토마스 허드슨이 그린 찰스 제넨스의 초상화, 헨델 하우스 박물관 소장.

찰스 제넨스(Charles Jennens)는 1700년경에 태어나, 후에 워릭셔와 레스터셔에 있는 대규모 토지와 재산을 상속받은 부유한 지주의 가문에서 자랐다. 그는 하노버 왕가의 영국 왕위 계승을 보장한 1701년 왕위계승법에 반대했는데. 이러한 이유로 그는 옥스퍼드 대학교 베일리얼 칼리지(Balliol College)에서 학위를 받지 못했으며, 관직을 얻을 수도 없었다. 그러나 가족의 부유함 덕분에 여가를 즐기며 문학과 음악에 몰두할 수 있었다.
음악학자 왓킨스 쇼(Watkins Shaw)는 제넨스를 "특별한 능력이 없는 자만심 강한 인물"로 평가절하했지만, 도널드 버로우스는 "제넨스의 음악적 식견에는 의심의 여지가 없다"고 평했다. 제넨스라는 인물을 비판한 쇼 역시도 이 곡의 대본을 "기독교적 사고와 신앙에서 메시아로서의 주님에 대한 묵상"이라고 묘사하며, "거의 천재적인 작품"이라고 평가했다.
제넨스는 헨델의 음악에 깊이 몰두하여, 1725년 《로델린다》 이후 헨델의 모든 악보 출판을 재정적으로 지원했다. 《사울》에서의 협업을 통해 헨델과 제넨스는 깊은 우정을 쌓았으며, 헨델은 고프솔(Gopsall)에 있는 제넨스 저택을 여러 차례 방문하기도 했다.
제넨스가 1741년 7월 10일 홀즈워스에게 보낸 편지에서 《메시아》를 처음 언급한 내용에 기반하여 그 대본은 1741년 초여름에 쓰이기 시작한 것으로 추정된다. 독실한 성공회 신자이자 성경의 권위를 신봉한 제넨스는 섭리 개념을 거부하는 이신론에 도전하려는 의도로 이 대본을 구성했다. 헨델은 《사울》의 작사에는 여러 차례 관여하였으나 《메시아》에 대해서는 제넨스의 작업에 대해 별다른 수정이 필요 없다고 판단한 것으로 보인다.

### 작곡
헨델은 《메시아》의 음악을 불과 24일 만에 완성했다. 1741년 7월 10일 이후에 제넨스의 대본을 받은 것으로 보이며, 8월 22일에 작곡을 시작했다. 기록에 따르면, 헨델은 8월 28일까지 제1부, 9월 6일까지 제2부, 9월 12일까지 제3부를 대략적으로 완성했고, 이후 9월 14일까지 이틀 동안 세부 작업을 통해 최종 작품을 완성했다. 이와 같은 빠른 작곡 속도에 대해 제넨스는 "열정적인 에너지"의 결과로 보기보다는 "부주의한 태만"으로 간주하며 헨델에게 개선을 요구했으나, 헨델은 이를 거부하며 두 사람 간의 관계는 긴장 상태로 남았다.
메시아의 자필 악보는 총 259페이지로, 얼룩, 수정 흔적, 미완성 마디, 기타 교정되지 않은 오류들이 보인다. 그러나 음악학자 리처드 러켓(Richard Luckett)은 259페이지의 분량을 고려할 때 매우 적은 실수라고 평가한다. 원고는 현재 대영도서관의 음악 컬렉션에 보관되어 있으며, 두 대의 트럼펫, 팀파니, 두 대의 오보에, 두 대의 바이올린, 비올라, 그리고 바소 콘티누오를 위한 편성으로 되어 있다.
헨델은 자필 악보 끝에 "SDG"(Soli Deo Gloria), 즉 "오직 하나님께 영광"이라는 문구를 남겼다. 이 문구는 빠른 작곡 속도와 함께 헨델이 특별한 신적 영감 속에서 작곡했다는 소문의 근원지가 되었다. 특히 〈할렐루야〉를 작곡할 때 "하늘의 모든 영광이 그의 앞에 펼쳐졌다"고 말했다는 일화가 전해진다. 그러나 실상 헨델의 다른 오페라들도 《메시아》와 비슷한 길이와 구조로 극장 시즌 사이에 비슷한 시간 안에 작곡되었다. 당시 헨델과 동시대 작곡가들에게 이 정도 속도의 작곡은 일반적이었다. 헨델은 메시아를 완성한 지 일주일 만에 다음 오라토리오인 《삼손》 작곡을 시작하여 한 달 만에 초안을 완성했다.
헨델은 새로운 작품을 쓸 때 자신이 전에 썼던 곡의 일부를 재활용했는데, 이는 요한 제바스티안 바흐를 비롯해 당대 작곡가들에게는 일반적이었다. 《메시아》도 직전에 완성시킨 이탈리아 듀엣 두 곡과 20년 전에 작곡된 한 곡을 재사용했다. 예를 들어, 1722년 작 〈Se tu non lasci amore〉 (HWV 193)는 〈O Death, where is thy sting?〉의 기초가 되었고, 〈His yoke is easy〉와 〈And he shall purify〉는 〈Quel fior che all'alba ride〉 (HWV 192)에서, 《Unto us a child is born》와 〈All we like sheep〉는 1741년 7월 작곡한 〈Nò, di voi non vo' fidarmi〉 (HWV 189)에서 각각 가져왔다.
헨델의 악보에는 종종 불분명한 악기 편성이 나타나는데, 이 역시 당대의 관행에 따른 것으로, 특정 악기와 조합의 사용이 관례적으로 여겨져 작곡가가 이를 명시할 필요가 없었다. 후대 필사자들이 이러한 세부 사항을 보완했다.
헨델은 1742년 더블린 초연을 위해 자필 악보에 수많은 수정을 가했다. 이러한 수정은 부분적으로 초연 당시 사용 가능한 연주 인원에 맞추기 위한 것이었으며, 헨델의 생애 동안 이 작품이 원래 구상대로 공연되지 않았을 가능성이 높다.
1742년부터 1754년까지 헨델은 솔로이스트들의 요구에 맞추기 위해 개별 악장을 계속 수정하거나 다시 작곡하기도 했다. 《메시아》의 첫 출판 악보는 헨델 사후 8년인 1767년에 발행되었으나, 이는 비교적 초기 원고를 기반으로 한 것이었으며 헨델이 생전에 가했던 후기 수정은 포함되지 않았다.

## 구성

### 제1부 - 예언과 탄생
1. 서곡(sinfonia) (Grave-Allegro moderato)
2. Accompagnato(테너): Comfort ye my people(내 백성을 위로하라)
3. 아리아(테너): Ev'ry valley shall be exalted (모든 골짜기 높아지리라)
4. 합창: And the glory of the Lord shall be revealed(주의 영광)
5. Accompagnato(베이스): Thus saith the Lord of Hosts(만군의 주가 말씀하신다)
6. 아리아(베이스): But who may abide the day of his coming(주 오시는 날 누가 당해내랴)
7. 합창: And He shall purify(깨끗게 하시리라)
8. 레치타티보(알토): Behold, a vergin shall conceive(보라 동정녀가 잉태하여)
9. 아리아(알토) 및 합창: O thou that tellest good tidings(오 기쁜 소식을 시온에 전하는 자여)
10. Accompagnato(베이스): For behold, darkness shall cover(보라 어둠이 땅을 덮으며)
11. 아리아(베이스): The people that walked in darkness (어둠에 행하던 백성이)
12. 합창: For unto us a Child is born (우리를 위해 나셨네/우리를 위해 한 아기 나셨다)
13. Pifa(Pastoral Symphony) 시실리아 목가
14. 레치타티보(소프라노): There were shepherds abiding in the fieles (어느날 밤 양치는 목자들이); And lo, the angel of the lord came upon them (보라 주 천사가 저들에게 나타나)
15. 레치타티보(소프라노): And the angel said unto them
16. Accompagnato: And suddenly there was with the angel (홀연히 천군 천사가 나타나)
17. 합창: Glory to God in the highest(주께 영광)
18. 아리아(소프라노): Rejoice greatly, O daughter of Zion(오 시온의 딸아 크게 기뻐하라)
19. 레치타티보(알토): Then shall the eyes of the blind (그때에 소경의 눈이 밝아지며)
20. 이중창(알토,소프라노): He shall feed his flock (주는 목자요)
21. 합창: His yoke is easy, his burthen is light(그 멍에는 쉽고 그 짐은 가벼워)

### 제2부 - 예수의 수난과 속죄
1. 합창 : Behold the Lamb of God(보라 주의 어린양)
2. 아리아(알토):He was despised(주는 모욕 받으셨네)
3. 합창:Surely, He hath borne our griefs(진실로 주는 우리의 슬픔 맡으셨네)
4. 합창:And with his stripes we are healed(채찍 맞아 고치시네)
5. 합창:All we like sheep have gone astray(우리는 양떼 같이 해매었네)
6. Accompagnato(테너):All they that see him(주를 보고 비웃었네)
7. 합창:He trusted in God(그는 하나님을 믿으니)
8. Accompagnato(테너):Thy rebuke hath broken his heart(저들 비웃음에 주님 마음 상하셨네)
9. Arioso(테너):Behole, and see if there be any sorrow(보라 주님의 이 서러움)
10. Accompagnato(테너):He was cut off of the land(산자들의 땅에서 끊어지셨네)
11. 아리아(테너):but thou dedst not leave his soul(하나님이 주의 영을 지옥에서 구하셨네)
12. 합창:Lift up your heads, O ye gates(문들아 너의 머리를 들라)
13. 레치타티보(테너):Unto which of the angels(하나님이 어느 천사에게 말씀하셨나?)
14. 합창:Let all the angels of God worship him(저 모든 천사 주께 경배하라)
15. 아리아(알토):Thou art gone up on high(주님께서 높이 오르셨네)
16. 합창:The Lord gave the word(주님 말씀하셨네)
17. 아리아(소프라노):How beautiful are the feet(오 아름다운 그 발이여)
18. Arioso(테너):Their sound is gone out into all lands(저들의 소리 온 누리에 퍼져나갔네)
19. 아리아(베이스):Why do the nations so furiously rage(어찌하여 열방이 분노하며)
20. 합창:Let us break their bonds asunder(우리는 그 결박을 끊어 버리자)
21. 레치타티보(테너):He that dwelleth in heaven(천국에 거하시는 주님)
22. 아리아(테너):Thou shalt break them(주님께서 철장으로)
23. 합창 :Hallelujah(할렐루야)[38]

### 제3부 - 부활과 영원한 생명
1. 아리아(소프라노):I know that my Redeemer liveth(내 주는 살아계시니)
2. 합창 : Since by man came death(사람으로 인하여 죽음 왔으니)
3. Accompagnato(베이스): Behole, I tell you a mystery(보라 이 심오한 진리를 들으라)
4. 아리아(베이스): The trumpet shall sound(나팔이 울리리라)
5. 레치타티보(알토):Then shall be brought to pass(성경의 말씀이 이루어지리라)
6. 이중창(알토, 테너):O death, where is thy sting?(오 죽음아 네 독침은 어디에 있느냐?)
7. 합창 : But thanks to God(하나님께 감사드리자)
8. 아리아(소프라노, 알토):If God be for us(주 하나님께서 늘 함께하시니 누가 대적하리요)
9. 합창 : Worthy is the Lamb that was slain(죽임 당하신 어린양)
10. 합창 : Amen.(아멘)